# Primicia

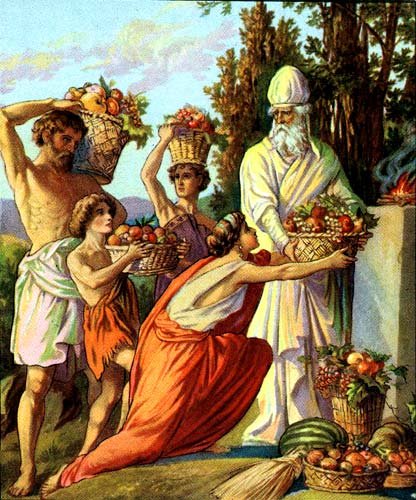
Ilustración del pasaje bíblico (Deuteronomio 26: 1-19) en el que se describe los diezmos y las primicias (Providence Lithograph Company, 1896).

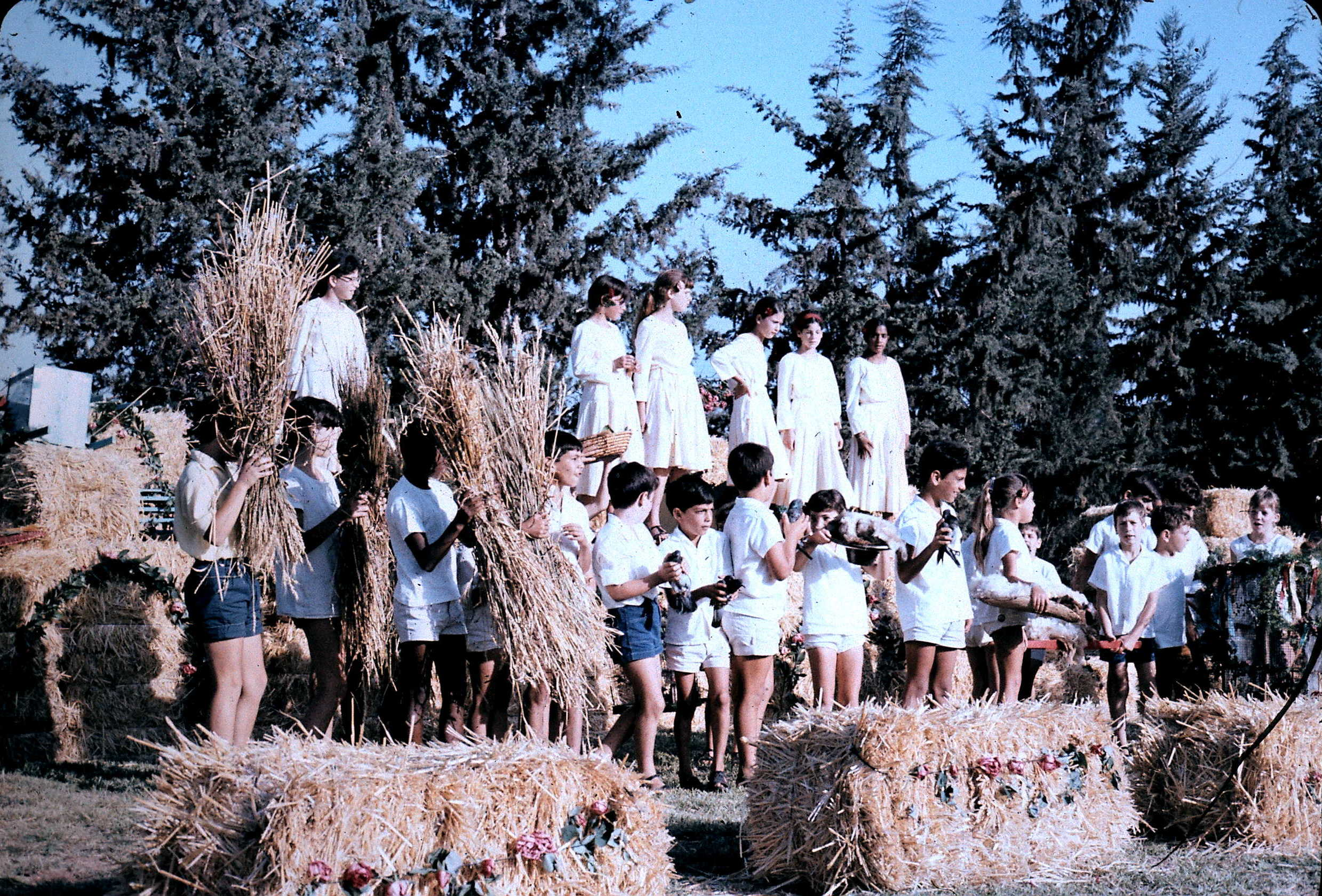
Ceremonia de ofrenda de primicias en el Israel contemporáneo.

Primicia (más comúnmente usado en plural, Primicias) es la ofrenda que, en el origen de la formación de las religiones o actos espirituales y creencias de los pueblos primitivos, se daba a las divinidades con ocasión de las cosechas, el nacimiento de las crías del ganado o la caza al tiempo de iniciarse estas. De ahí el término primicia, como fruto primero de cualquier actividad, o incluso su ampliación de sentido a la primera noticia que se tiene de un suceso (véase Exclusiva).

## Las primicias en las diversas religiones
El objeto de entregar lo primero de que se dispone era que la ofrenda satisficiese a la divinidad, hasta el punto de que en muchas creencias religiosas no es hasta después de haber realizado el ofrecimiento que el hombre puede disponer libremente del resto de los bienes o frutos que obtenga. Las primicias eran, generalmente, actos propios de la comunidad y el ofrecimiento se realizaban por toda ella con ritos que fueron distintos según culturas y, también, según lo elaborado de su civilización. Se esperaba con la ofrenda dos cosas: que la divinidad consintiera en entregar el resto de los bienes a los hombres y que, al mismo tiempo, los colmase de abundancia.
En el cristianismo, la primicia pasó a ser parte voluntaria que se ofrecía a Dios, la primera entre todas y, con el tiempo, al inicio de la Edad Media, como una renta por el uso de tierras propiedad de iglesias y de órdenes religiosas e incorporado a los beneficios eclesiásticos, como el diezmo de las capellanías y que constituían las figuras de financiación fundamental en la Iglesia católica hasta bien entrado el siglo XIX.